# Марково-Равниште
Ма́рково-Равни́ште (болг. Марково равнище) — село у Врачанській області Болгарії. Входить до складу общини Роман.

## Населення
За даними перепису населення 2011 року у селі проживали 6 осіб.
Розподіл населення за віком у 2011 році:
Динаміка населення: